# Slovenská Volová
Slovenská Volová je obec na Slovensku v okrese Humenné v Prešovském kraji ležící na úpatí Ondavské vrchoviny. Žije zde 561 obyvatel.
První písemná zmínka pochází z roku 1451. Nachází se zde římskokatolický kostel Navštívení Panny Marie z roku 1973.